# Costante di sottofondo
Il coefficiente di reazione del terreno, detto anche costante di sottofondo o coefficiente di Winkler, è normalmente indicato come K1 [kgf/cmc].
La costante di sottofondo rappresenta una forza esercitata sul suolo elastico alla Winkler, su un'area di 1 cm2 che provoca l'abbassamento di 1 cm.
Per suolo alla winkler si intende un suolo puramente ideale, paragonabile ad un letto di molle, un terreno perfettamente elastico, che ha la comodità di essere usato con facilità nei calcoli e presenta sufficienti attinenze alla maggioranza dei casi reali. Tale metodologia consente un primo approccio al problema o una soluzione rapida e sbrigativa a casi che con altri approcci si rivelerebbero molto complessi ed onerosi.
Tale costante non è affatto una proprietà intrinseca del terreno, ma dipende da forma e dimensioni della fondazione, dalla distribuzione dei carichi agenti, dalla stratigrafia e dalla composizione fisica del suolo.
Da precedenti considerazioni emerge come questa grandezza K1 sia molto spesso tutt'altro che costante per una fondazione ampia, che coinvolge una volumetria di terreno poco omogenea. Occorrono molte e costose indagini geotecniche per appurare con esattezza il valore più idoneo. Ci si accontenta spesso di valori cautelativi, utilizzando dei coefficienti di sicurezza appropriati per il calcolo progettuale e le verifiche strutturali delle fondazioni e della sovrastruttura.

## Valori indicativi per il coefficiente di sottofondo K1
- Terreno argilloso compatto : K1 = 1.8 - 3.6 [kgf/cmc]= 18000 - 36000 (kN/m3)
- Terreno argilloso molto compatto : K1 = 3.6 - 7.2 [kgf/cmc] = 36000 - 72000 (kN/m3)
- Terreno argilloso duro : K1 > 7.2  [kgf/cmc] = 72000 (kN/m3)
- Terreno con sabbia sciolta : K1 = 0.7 - 2.1 [kgf/cmc] = 7000 - 21000 (kN/m3)
- Terreno con sabbia media : K1 = 2.1 - 10.8 [kgf/cmc] = 21000 - 108000 (kN/m3)
- Terreno con sabbia densa : K1 = 10.8 - 36.0 [kgf/cmc] = 108000 - 360000 (kN/m3)
- Terreno con ghiaia mediamente addensata: K1 = 10.0 - 30.0 [kgf/cmc] = 100000 - 300000 (kN/m3)